# Лаос на Светском првенству у атлетици на отвореном 2011.
Лаос је учествовао на 13. Светском првенству у атлетици на отвореном 2011. одржаном у Тегуу од 27. августа до 4. септембра. Репрезентацију Лаоса представљало је двоје спортиста (1 мушкарац и 1 жена), који су се такмичили у две дисциплине (1 мушка и 1 женска).,
На овом првенству Лаос није освојио ниједну медаљу а постигнут је један лични и једано најбољи лични резултат у сезони.

## Учесници
| Мушкарци: - Китаванах Коунтавонг — 100 м | Жене: - Боудсади Вонгдала — 100 м |  |

## Резултати

### Мушкарци
| Атлетичар            | Дисциплина | Лични рекорд | Предтакмичење | Предтакмичење | Квалификације        | Квалификације        | Полуфинале           | Полуфинале           | Финале               | Финале       | Детаљи |
| Атлетичар            | Дисциплина | Лични рекорд | Резултат      | Место         | Резултат             | Место                | Резултат             | Место                | Резултат             | Место        | Детаљи |
| -------------------- | ---------- | ------------ | ------------- | ------------- | -------------------- | -------------------- | -------------------- | -------------------- | -------------------- | ------------ | ------ |
| Китаванах Коунтавонг | 100 м      |              | 11,42 ЛР      | 5. у гр 1     | Није се квалификовао | Није се квалификовао | Није се квалификовао | Није се квалификовао | Није се квалификовао | 61 / 72 (74) |        |

### Жене
| Атлетичарка       | Дисциплина | Лични рекорд | Предтакмичење | Предтакмичење | Квалификације        | Квалификације        | Полуфинале           | Полуфинале           | Финале               | Финале       | Детаљи |
| Атлетичарка       | Дисциплина | Лични рекорд | Резултат      | Место         | Резултат             | Место                | Резултат             | Место                | Резултат             | Место        | Детаљи |
| ----------------- | ---------- | ------------ | ------------- | ------------- | -------------------- | -------------------- | -------------------- | -------------------- | -------------------- | ------------ | ------ |
| Боудсади Вонгдала | 100 м      | 13,54        | 13,56 ЛРС     | 6. у гр. 1    | Није се квалификовао | Није се квалификовао | Није се квалификовао | Није се квалификовао | Није се квалификовао | 66 / 71 (73) |        |